# Gonimbrasia ukerewensis
Gonimbrasia ukerewensis är en fjärilsart som beskrevs av Hans Rebel 1905. Gonimbrasia ukerewensis ingår i släktet Gonimbrasia och familjen påfågelsspinnare. Inga underarter finns listade i Catalogue of Life.